# Joop ter Beek
Adrianus Johannes ter Beek, detto Joop (Breda, 1º  giugno 1901 – Breda, 25 settembre 1934) è stato un calciatore olandese, di ruolo attaccante.

## Carriera

### Club
Ha sempre giocato nel campionato olandese.

### Nazionale
Ha rappresentato la Nazionale del proprio paese alle Olimpiadi del 1924.